# Aramis Ammannato
Aramis Ammannato (Roma, 23 dicembre 1914 – Roma, 22 gennaio 2007) è stato un generale e aviatore italiano, che dopo aver partecipato alla guerra civile spagnola, come capitano della Regia Aeronautica durante il corso della seconda guerra mondiale fu uno dei pionieri della caccia notturna italiana. Decorato con tre medaglie d'argento e due di bronzo al valor militare.

## Biografia
Nacque a Roma il 23 dicembre 1914, secondogenito di Valentino Dopo aver frequentato i Collegi militari di Napoli e Roma si arruolò nella Regia Aeronautica frequentando poi la Regia Accademia Aeronautica di Caserta, Corso Orione, da cui uscì con il grado di sottotenente pilota. Assegnato ad un reparto da bombardamento, poco tempo dopo partì per combattere nella guerra civile spagnola, da dove ritornò decorato con due Medaglie d'argento e una di bronzo al valor militare.

### La campagna in Africa settentrionale

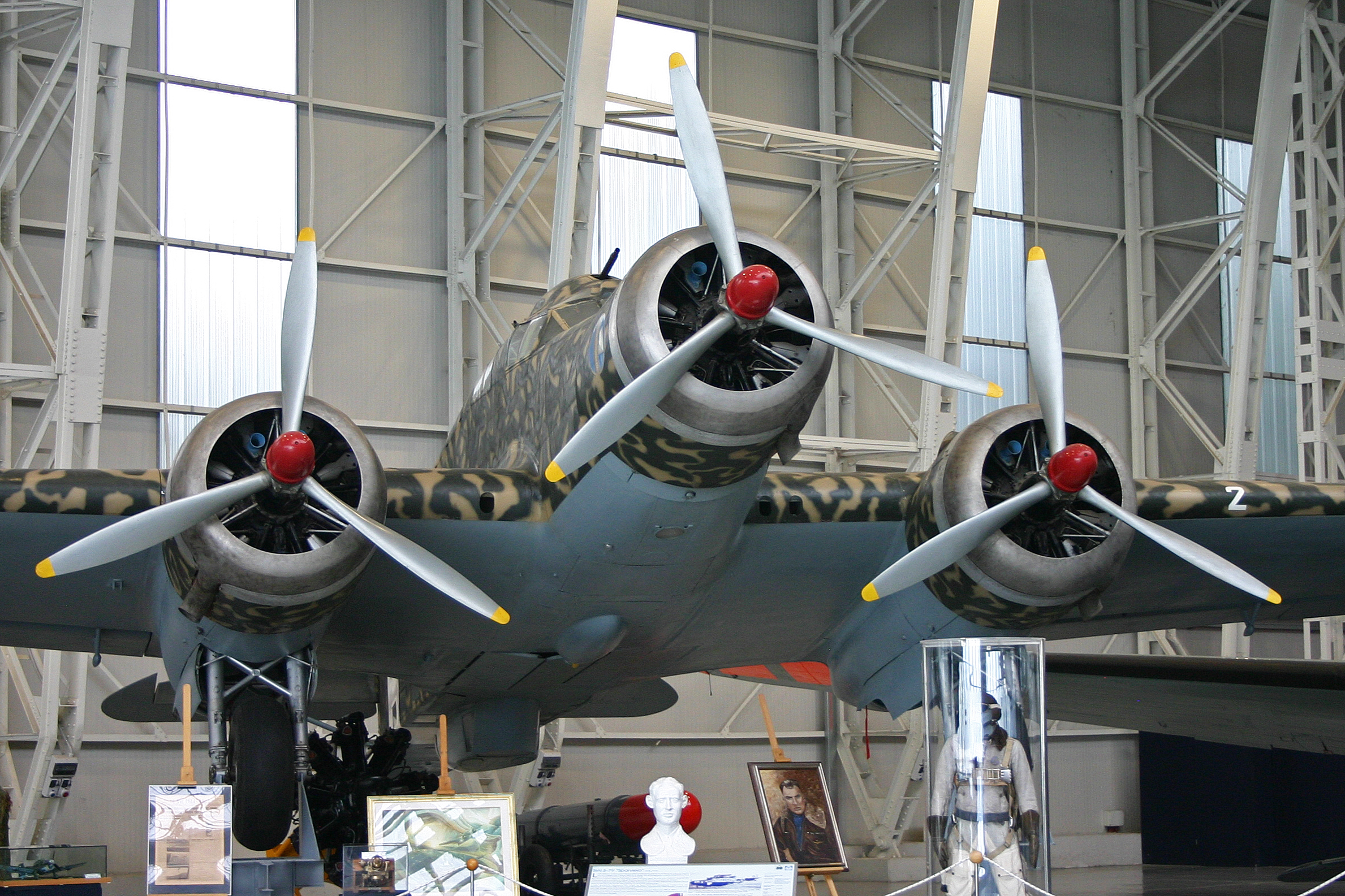
Un esemplare di Savoia-Marchetti S.79 esposto presso il Museo storico dell'Aeronautica Militare di Vigna di Valle.

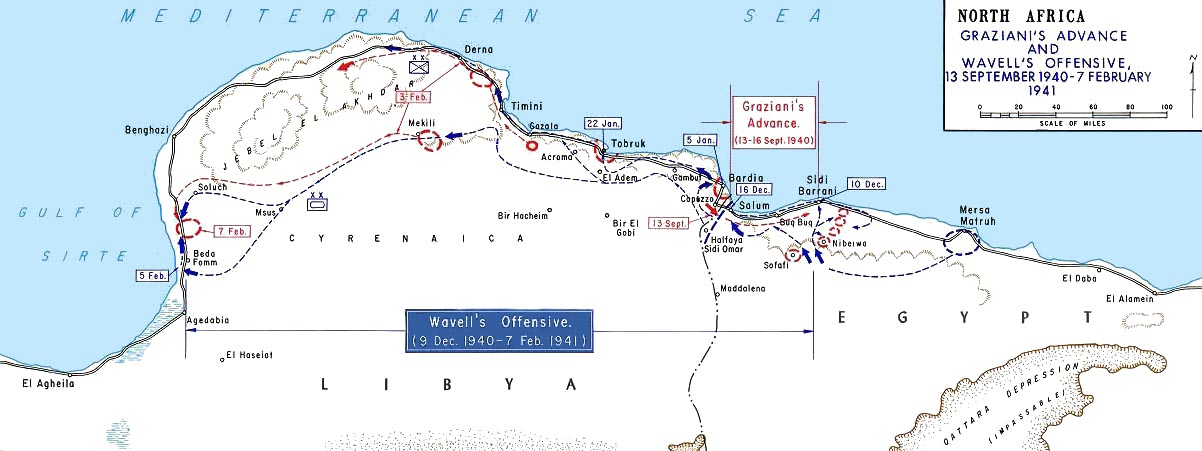
L'avanzata del Maresciallo d'Italia Graziani e la controffensiva del generale Wavell, 13 settembre 1940 - 7 febbraio 1941

Dopo l'entrata in guerra dell'Italia, avvenuta il 10 giugno 1940, entrò in servizio nella 235ª Squadriglia, 60º Gruppo del 41º Stormo Bombardamento Terrestre, allora al comando del colonnello Enrico Pezzi, ed equipaggiata con i bombardieri Savoia-Marchetti S.79 Sparviero inizialmente basata a Gela in Sicilia. Durante il corso delle prime operazioni belliche, tra cui la battaglia di Punta Stilo, fu decorato con la terza Medaglia d'argento al valor militare. Nell'ottobre del 1940 lo Stormo si rischierò in Africa settentrionale dapprima presso l'aeroporto di Benina, poi su quello di Castelbenito, in seguito presso l'aeroporto di Tmimi a 100 km ad ovest di Tobruk.
Nel corso della sua permanenza in Africa settentrionale partecipò a missioni di bombardamento sia per il supporto all'offensiva italiana iniziale che si arrestò a Marsa Matruh, ma soprattutto operò per il contrasto alla controffensiva inglese della fine del 1940 che con la 6ª Divisione australiana nel corso dell'Operazione Compass quasi distrusse la decima armata italiana. In qualità di capo pattuglia di una formazione di tre velivoli, dopo che un caccia inglese ebbe abbattuto il suo gregario di destra, fu a sua volta abbattuto e costretto ad atterrare, senza carrello, e ancora con tutto il carico di bombe a bordo, sull'aeroporto di Tobruk.
Rientrò a Roma in seguito alla morte del fratello Athos Ammannato, ed assegnato con lo stormo sull'aeroporto di Poggio Renatico (Ferrara), assunse il comando della 235ª Squadriglia lasciato vacante per la morte del fratello. Nell'ottobre del 1941 lo stormo fu destinato ad operare dall'aeroporto di Treviso, dove il personale di volo incominciò l'addestramento per il passaggio alla caccia notturna. Frequentato un primo corso di volo senza visibilità presso l'aeroporto di Linate (Milano), ne seguì un secondo a Venlo, nei Paesi Bassi e a Echterdingen, in Germania, volando su apparecchi tedeschi per la caccia notturna Messerschmitt Bf 110C-3 e Dornier Do.217J-1/2, che entrarono successivamente in servizio presso la sua squadriglia.
Nella notte tra il 16 ed il 17 luglio 1943 una formazione di quadrimotori inglesi Avro Lancaster di ritorno da un bombardamento sulla centrale idroelettrica di Cislago (Varese), viene intercettata da alcuni caccia notturni italiani tra il Do. 217J-1 di Ammannato, decollato su allarme. Avvistato contro luna un Avro Lancaster Mk.III (EM – W) al comando dal Pilot Officer L.E. Stubbs lo abbatté, senza l'ausilio del radar, dopo un breve inseguimento. Il velivolo nemico cade sul greto del fiume Ticino, nei pressi del comune di Cassolnovo (vicino a Vigevano) causando la morte di quasi tutti i membri dell'equipaggio.

### La carriera nel dopoguerra

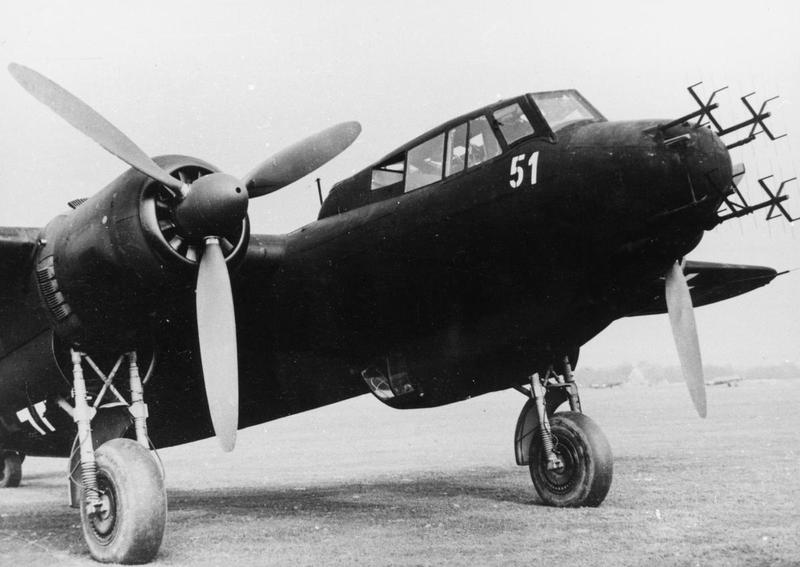
Un caccia notturno pesante Dornier Do.217J-1 con le antenne del radar FuG 202.

Al termine della guerra risultava decorato con una terza Medaglia d'argento e una seconda di bronzo al valor militare, oltre a una promozione per meriti di guerra. Nel corso del 1945 perse la vista in seguito ad una bonifica di ordigni inesplosi eseguita sull'aeroporto di Frosinone. Nel 1949 si laureò in giurisprudenza presso l'Università di Roma e nel 1956 divenne Vice Presidente nazionale dell'Unione Italiana Ciechi e due anni dopo dell'Istituto nazionale case popolari per i ciechi, ricoprendo tale incarico fino al 1974. Nel corso del 1966 entrò nell'esecutivo dell'Organizzazione mondiale per la promozione sociale dei ciechi e tre anni dopo in quello della Federazione internazionale dei ciechi. Dal 1968 convocò a Brescia il primo convegno dei ciechi di guerra, (AICG) e fu presidente della Biblioteca italiana per ciechi "Regina Margherita" di Monza, cui diede notevole impulso. Ricoprì, tra il 1982 e il 1985, l'incarico di Presidente dell'IKK Internationaler Kriengsblinder Kongress (Congresso Internazionale delle Associazioni dei Ciechi di Guerra) Elevato al grado di generale di squadra aerea, insignito della Medaglia d'Argento per i benemeriti della cultura, del titolo di Cavaliere di Gran Croce dell'Ordine al merito della Repubblica italiana e di Commendatore della Repubblica federale tedesca, si spense il 22 gennaio 2007.

### Annotazioni
1. ↑  ll padre era un bersagliere maestro di scherma anche del principe Umberto di Savoia e battezzò i suoi tre figli Athos, Aramis e Porthos come i tre moschettieri del romanzo di A.Dumas.
2. ↑  Frequentando le palestre, presso i Padri Stimmatini di Santa Croce in via Flaminia e, in seguito nelle società sportive e negli istituti superiori, si dimostrò un valente atleta.
3. ↑  Attualmente Bin Gashir l'odierno aeroporto internazionale di Tripoli.
4. ↑  Oggi At Timimi, in Marmarica.
5. ↑  Unico superstite dell'equipaggio del bombardiere èl'armiere della torretta dorsale.

### Fonti
1. ↑  Dunning 1988, p. 42.
2. 1 2 3  Ufficio Storico Stato Maggiore dell'Aeronautica 1977, p. 138.
3. ↑  Ufficio Storico Stato Maggiore dell'Aeronautica 1977, p. 140.
4. 1 2 3  Ufficio Storico Stato Maggiore dell'Aeronautica 1977, p. 139.
5. ↑  Dunning 1988, p. 43.
6. ↑  (EN) Sergente Maggiore Fiorenzo Milella, su surfcity.kund.dalnet.se, Biplane fighter aces. URL consultato il 5 giugno 2007.
7. 1 2 3  Brotzu, Cosolo, Caso 1972, p. 49.
8. ↑  Brotzu, Cosolo, Caso 1972, p. 50.
9. 1 2 3 4 5  Brotzu, Cosolo, Caso 1972, p. 53.
10. 1 2 3  Lioy 1953, pp. 333-341.
11. ↑  Brotzu, Cosolo, Caso 1972, p. 3.
12. 1 2 3  Marin 2007, p. 2.
13. ↑   Valentino Ammannato, su digilander.libero.it. URL consultato il 5 giugno 2007.
14. ↑  Bollettino Ufficiale 1941, dispensa 43ª, registrato alla Corte dei conti il 26 giugno 1942, registro 15 Aeronautica, foglio n.74.
15. ↑  Bollettino Ufficiale 1942, dispensa 6ª, registrato alla Corte dei conti addì 26 marzo 1942, registro 17 Aeronautica, foglio n.398.
16. ↑  Sito web del Quirinale: dettaglio decorato.
17. ↑  Sito web del Quirinale: dettaglio decorato.
18. ↑  Sito web del Quirinale: dettaglio decorato.
19. ↑  Registrato alla Corte dei conti addì 21 febbraio 1951, registro n.11 Ministero Difesa-Aeronautica, foglio n.183.

### Periodici
- Antonio Marin, Un grazie a di riconoscenza a Frontini, Ammannato e Grassi, in L’Incontro, Roma, Associazione Italiana Ciechi di Guerra, gennaio-aprile 2007.